# Chorisoneura colorata
Chorisoneura colorata es una especie de cucaracha del género Chorisoneura, familia Ectobiidae. Fue descrita científicamente por Hebard en 1929.
Habita en Colombia.